# Buzura pteronyma
Buzura pteronyma là một loài bướm đêm trong họ Geometridae.